# Бициклизам на Летњим олимпијским играма 1900 — 25 километара за мушкарце
Трка на 25 километара у мушкој конкуренцији био је једно од два такмичења у бициклизму на програму Летњих олимпијских игара 1900. у Паризу које је МОК признао као олимпијско. Ово је био друго од та два такмичења и одржало се 15. септембра на Венсенском велодрому. Учествовало је седам бициклиста из две земље. 

## Земље учеснице
- Француска (6)
- САД (1)

## Резултати
| Пласман | Бициклиста                | Резултат     |
| ------- | ------------------------- | ------------ |
|         | Луј Бастјен Француска     | 25:36,2      |
|         | Лојд Хилдебранд Француска | 28:09,4      |
|         | Огист Домен Француска     | 29:36,2      |
| 4       | Бертран Француска         | Непознат     |
| 5-6     | Gingembre Француска       | Непознат     |
| 5-6     | Луј Труселје Француска    | Непознат     |
| —       | Џон Хенри Лејк САД        | Није завршио |

- Освајач сребрне медаље Лојд Хилдебранд је британски бициклиста. Његову медаљу МОК је приписао Француској, вероватно зато што је Хилдебранд дуго живео У Француској и што му је супруга Францускиња.